# نساء في مسابقات رعاة البقر

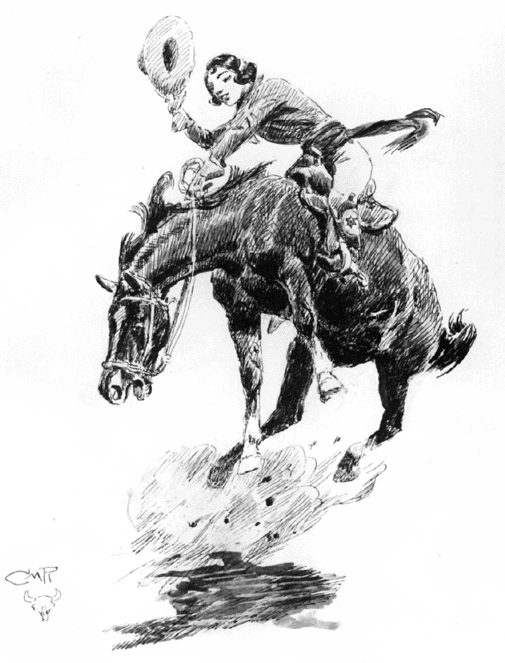
صورة لإحدى الفتيات أثناء مشاركتها في مسابقة رعاة البقر رسمها سي إم راسيل

تاريخيًا، شاركت المرأة منذ وقت طويل في مسابقات الروديو (Rodeo). وقدمت آني أوكلي صورة لراعية البقر في أواخر القرن التاسع عشر، وفي عام 1908، تم منح فتاة في سنة 10 سنوات لقب أول راعية بقر بعد إثبات تمتعها بمهارات استخدام الحبل في حديقة ماديسون سكوير. وتم الاحتفال بالنساء كمتنافسات في فعاليات مسابقات ركوب البرنق (الحصان البري) والثور في العقود الأولى من القرن العشرين حتى لقت إحدى النساء حتفها في مسابقات رعاة البقر عام 1929. وأثار موتها حدة المعارضة المتزايدة لمشاركة النساء في مسابقات رعاة البقر؛ ولذلك تقلصت مشاركتهن بشدة بعد ذلك.

## القرن التاسع عشر وأوائل القرن العشرين
في القرن التاسع عشر، تعلمت النساء استخدام الحبال وركوب الخيل مع امتداد الحدود الأمريكية غربًا، ولكن «رعاة البقر» كمهنة كانت تخص الر جال بشكل رئيسي، كما أن الوظائف التي كانت يُكسب منها المال في هذا المجال كانت غير موجودة أساسًا للنساء. وكان يتم استئجار النساء كرماة بالبنادق المثبتة وكفارسات يتمتعن بالخدعة والجسارة في عروض وايلد ويست في أواخر القرن التاسع عشر. وفي عام 1885، تم توظيف آني أوكلي من قِبل بافلو بيل كودي كرامية في عرض وايلد ويست، ولكنها في وقت لاحق ساعدت على خلق صورة أيقونية لراعية البقر عندما ظهرت في فيلم غربي صوره توماس ألأفا أديسون في عام 1894.

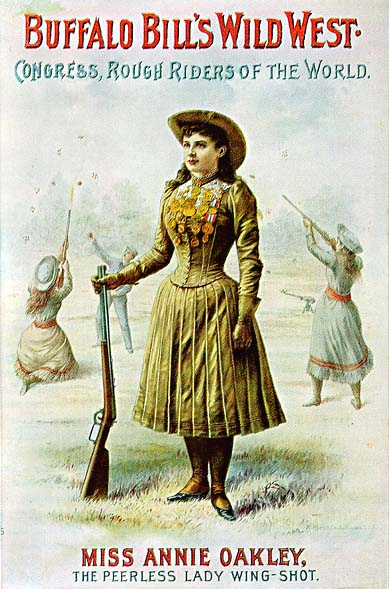
قدمت آني أوكلاي صورة راعية البقر للأمريكيين.

في عام 1903، بدأت النساء في التنافس في مسابقة "Cheyenne Frontier Days"، على الرغم من أنه لم يوجد مطلقًا عدد كبير من النساء المحترفات في ركوب الخيل. وفي كثير من الأحيان، كان المروجون لسباقات رعاة البقر يعلنون عن راكبات خيول باعتبارهن قرات أعين أو ملكات سباقات رعاة البقر. وجرى استخدام مصطلح راعية بقر لأول مرة في سياق عرق الوايلد ويست من قِبل لوسيل ملهول من أوكلاهوما عام 1908 عندما، وهي في سن العاشرة، أظهرت مهارات كبيرة لركوب الخيل في حديقة ماديسون سكوير. وحققت براري روز هندرسون ومروضة البرنق مابيل ستريكلاند وبيرثا بلانكيت وغيرهن من راعيات البقر شهرة في عروض سباقات رعاة البقر في أوائل القرن العشرين. وتنافست النساء في أولى سباقات رعاة البقر في الأماكن المغلقة في المدرج الكبير في فورت وورت، تكساس، عام 1918.
وبحلول عام 1920، كانت النساء يشاركن في سباقات رعاة البقر كمتسابقات تتابع ومتسابقات في العروض القاسية لركوب الخيل.[4] وفي عام 1928، تميزت ثلث مسابقات رعاة البقر بالأحداث التنافسية للنساء. ومع ذلك، أنهت سباقات Cheyenne Frontier Days فعاليات العروض القاسية للنساء في ذلك العام، وفي عام 1929، توفيت بوني ماكارول أثناء عرض Pendleton Round-Up عندما سقطت من على الحصان وجرها الحصان حول الساحة وتمزقت قدماها. وحتى وفاة ماكارول، كان يُحتفى بشجاعة ومثابرة براعيات البقر في ساحات سباقات رعاة البقر، إلا أن المأساة زادت من حدة المعارضة المتنامية لمشاركة النساء في فعاليات سباقات ركوب الخيول والثيران. وبدأ المروجون لسباقات رعاة البقر في الحد بشدة من مشاركة النساء التنافسية وحثهن بدلاً من ذلك على العمل كملكات عرض في السباقات.
وعندما تم تشكيل جمعية سباقات رعاة البقر الأمريكية (RAA) عام 1929 بتوجيه من جين أوتري، لم يتم إدراج أي فعاليات للنساء في السباقات. علاوة على ذلك، تم تهميش النساء كمتنافسات في سباقات رعاة البقر مع وقوع أحداث الخميس الأسود عام 1929، وانتهت الفترة الطويلة التحررية في التاريخ الأمريكي التي سعت لإعادة تعريف السلوك والوظائف للمرأة الأمريكية. وفي حين أن مسابقات رعاة البقر الرئيسية وجدت دعمًا ماليًا أثناء الكساد الكبير ووجدت النساء المحترفات في فعاليات مسابقات رعاة البقر عملاً، وبشكل رئيسي كفارسات عرض، فإن مسابقات رعاة البقر الصغيرة توقفت عن العمل، ولم يعد بمقدور راعيات البقر من ذوات القدرات الأقل إيجاد عمل. وتم التأكيد مجددًا على الأدوار التقليدية للجنسين. وبحلول عام 1931، ظهرت مسابقات رعاة البقر ذات النمط المحافظ، والتي ركزت على الأنوثة أكثر من تركيزها على الألعاب الرياضية. وجرى تقديم نساء مسابقات رعاة البقر كرموز ترويجية رشيقة بدلاً من تقديمهن كرياضيات.

## منتصف القرن العشرين
كانت القيود التي فرضتها الحرب العالمية الثانية مدمرة بالنسبة لنساء مسابقات رعاة البقر المحترفات. وكان عددالنساء أقل بكثير من الرجال في مسابقات رعاة البقر، لذا تم تقليص الفعاليات النسائية. وفي عام 1941، أقامت حديقة ماديسون سكوير آخر مسابقة نسائية لركوب الخيل. وعندما استحوذ جين أوتري على مسابقات رعاة البقر الرئيسية في أوائل أربعينيات القرن الماضي، قام بدمجها في حدث واحد عكس «قيمة المحافظة بشكل كبير». وفي عام 1942، قام بتقليص فعاليات ركوب النساء لخيول البرنق في مسابقات نيويورك وبوسطن. وفي حين لم تتوقف مسابقات المرأة نهائيًا على الفور، بدأت معارض ركوب الخيول من قِبل راعيات بقر مشهورات في الصعود. وتجاهلت مسابقات رعاة البقر الخاصة بالرجال النساء المتنافسات وفضلوا «فتيات المزارع» الجميلات ولسن الرياضيات. واهتم منتج مسابقات رعاة البقر أوتري بالمغنيين وغيرهم من أصحاب المواهب الترفيهية على حساب المتسابقين والنساء، اللاتي تراجعن إلى السباقات باستخدام البراميل، والتنافس للحصول على ألقاب مثل ملكات مسابقات رعاة البقر.
وقامت سباقات بندلتون وغيرها من سباقات رعاة البقر الأخرى بإلغاء الاحتفالات بسبب الحرب. ومع اختفاء نساء مسابقات رعاة البقر المحترفات من المشهد، صعدت راعيات بقر هاويات إلى المشهد لملء الفراغ. وخلال هذه الفترة، تم إجراء جميع سباقات رعاة البقر النسائية غير الرسمية في أماكن مختلفة في الجنوب الغربي للبلاد لتوفير وسائل الترفيه للجنود. وفي عام 1942، قدم فاي كيركوود ما كان يُسمى باسم سباقات رعاة البقر لكل الفتيات في بونهام وتكساس، غير أن البرنامج كان عرضًا أكثر من كونه مسابقة. وأنتج فون كرايج مسابقة رعاة البقر لكل الفتيات في نفس الوقت تقريبًا مع إدراج 8 فاعليات من أصل 19 فعالية كمسابقات. ولم تتميز أي من مسابقات رعاة البقر بملكات مسابقات رعاة البقر، وربما كنوع من الاحتجاج العام ضد دور ملكات مسابقات رعاة البقر. وشعرت راعيات البقر بأن هذه المسابقات أبعدت التركيز عن رياضة راعيات البقر، وركزت على الفتيات الجميلات للمؤيدين المحليين. وأدت سباقات الخيول باستخدام البراميل الخاصة بالنساء في حديقة ماديسون سكوير عام 1942 إلى قبول هذه المنافسات في سباقات رعاة البقر.
وأدى النزاع على القواعد خلال أولى سباقات كل راعيات البقر في عام 1948 في أماريلو، تكساس إلى تشكيل أول جمعية لمسابقات رعاة البقر النسائية. وانصب النزاع، خلال فعالية سباقات العجول، على عدم وجود قواعد معيارية للفعاليات، وأدى إلى تشكيل جمعية مسابقات رعاة البقر للفتيات (GRA) التي ضمت 74 عضوًا وأنتجت مسابقة رعاة بقر واحدة في عامها الأول. وفي عام 1979، باتت الجمعية قوية وفرضت عقوبات على 15 مسابقة لرعاة البقر. وفي عام 1981، أصبحت جمعية مسابقات رعاة البقر للفتيات (GRA) رابطة مسابقات رعاة البقر الاحترافية للنساء (WPRA) وعملت بنجاح مع مروجي مسابقات رعاة البقر المحليين ورابطة مسابقات رعاة البقر للمحترفين (PRCA) لإجراء فعاليات قياسية لسباقات الخيول باستخدام البراميل الخاصة بالنساء في معظم مسابقات رعاة البقر التي تجريها رابطة مسابقات رعاة البقر للمحترفين.(PRCA). والفعاليات التي تجريها رابطة مسابقات رعاة البقر الاحترافية للنساء (WPRA) هي سباقات خيول باستخدام البراميل وركوب خيول البرنق غير المسرجة أو ركوب الثيران وربط العجول وتقييد الماعز. واليوم، فإن جزءًا ضئيلاً من أعضاء مسابقات رعاة البقر الاحترافية للنساء يتنافسن في سباقات رعاة البقر الخاصة بالنساء، مع تفضيل المشاركة في سباقات رعاة البقر التي تجريها رابطة مسابقات رعاة البقر للمحترفين، حيث تكون المكاسب المالية أكبر.
وتخضع النساء لقواعد صارمة في فعاليات مسابقات رعاة البقر الاحترافية للنساء. حيث يُطلب سراويل طويلة وقمصان بأكمام طويلة في الساحة وكذلك أحذية وقباعات رعاة البقر. وعادة ما تتعرض الشقوق والأجزاء الناتئة للتمزق في سباقات الوايلد هورس (Wild Horse Race) وسباقات الوايلد كاو ميلكينج (Wild Cow Milking). ويُحظر تمامًا الاعتداء على الحيوان والسلوك غير الرياضي والأصوات العالية والألفاظ النابية البغيضة. وقد تراجع عدد مسابقات رعاة البقر الخاصة بالنساء في العقود الأخيرة من القرن العشرين؛ وباتت تكلفة نقل حصان مئات الأميال للتنافس على الأموال القليلة التي تقدمها رابطة مسابقات رعاة البقر الاحترافية للنساء (WPRA) غير عملية من الناحية الاقتصادية. ومن المنظمات النسائية الأخرى رابطة مسابقات رعاة البقر للنساء المحترفات (PWRA) التي كانت تخص الفارسات المتخصصات في المسابقات العروض القاسية فقط.

## أواخر القرن العشرين وأوائل القرن الحادي والعشرين
من خلال عينة عشوائية لعضوات رابطة مسابقات رعاة البقر الاحترافية للنساء عام 1992، تبين أن أكثر من نصفهن لهن أقارب في مسابقات رعاة البقر وأن معظم النساء العضوات كان لهن أزواج في مسابقات رعاة البقر. ومعظمهن تقريبًا كن في مدارس ثانوية أو تخرجوا من المدارس الثانوية مع دخول ثلثهن التعليم الجامعي.